# Lenkstein
Der Lenkstein (3236 m ü. A., auch Großer Lenkstein) ist ein Gipfel in der Rieserfernergruppe und liegt an der österreichisch-italienischen Grenze zwischen Ost- und Südtirol. Er befindet sich ungefähr 3,5 Kilometer nordöstlich des Hochgalls, des höchsten Gipfels der Gruppe. Über seinen Gipfel verläuft auch die Grenze zwischen dem Nationalpark Hohe Tauern und dem Naturpark Rieserferner-Ahrn.

## Anstiegsmöglichkeiten
Der Gipfel kann von Südosten vom Defereggental in Osttirol und auch von Westen von Südtirol angegangen werden. Beide Anstiege sind weitgehend markiert.
Der Anstieg von Südosten führt zunächst durch das Patscher Tal zur Barmer Hütte (2610 m). Von der Hütte geht es zunächst absteigend nordwärts, weiter flach, teilweise über Blockwerk, bis an einem steilen, felsigen, mit Drahtseilen gesicherten Aufschwung der Kamm etwas oberhalb der Roßhornscharte (2916 m) zu ersteigen ist. Nun hinüber zum Hauptkamm und kurz hinab in das Lenksteinjoch. Einen Aufschwung mit rötlichem Fels ersteigt man rechts, dann wieder auf den Grat oder über Firn zum Gipfel.
Am Talende des Reintals, einem Seitental des Tauferer Tals, beginnt der Anstieg von Westen im Dorf Rein (1595 m). Der Weg führt durch das Ursprungtal, dann über die Westflanke und über das letzte Stück des Südgrates. Als Stützpunkt kann die Kasseler Hütte (auch Hochgallhütte, 2276 m) benutzt werden, wobei über den ersten Teil des Arthur-Hartdegen-Weges das Ursprungtal erreicht wird.